# Награда „Стале Попов”
Награда „Стале Попов” је престижна македонска књижевна награда. Једна је од годишњих награда које додељује Друштво македонских писаца за најбоље прозно дело објављено у текућој години. Одлуку о добитнику доноси трочлани жири.

## О награди
Награда „Стале Попов” установљена је 1975. године у знак сећања на македонског писца Сталета Попова и његово дело. Стале Попов био је члан Друштвa македонских писаца од 1953. године.

## Добитници
| Година | Добитник                     | Дело                       |
| ------ | ---------------------------- | -------------------------- |
| 1987   | Паскал Гилевски              |                            |
| 1992   | Луан Старова                 | Татковите книги            |
| 2002   | Драги Михајловски            | Смртта на дијакот          |
| 2004   | Лидија Димковска             | Скриена камера             |
| 2005   | Луан Старова                 | Ервехе                     |
| 2006   | Драги Михајловски            | Мојот Скендербеј           |
| 2007   | Блаже Миневски               | Нишан                      |
| 2008   | Влада Урошевић               | Невестата на змејот        |
| 2009   | Димитар Пандев               | Пропатување низ приказните |
| 2011   | Петре Димовски               | Бродови                    |
| 2012   | Лидија Димковска             | Резервен живот             |
| 2013   | Венко Андоновски             | Ќерката на математичарот   |
| 2014   | Божин Павловски              | Рогот на љубовта           |
| 2015   | Оливера Николова             | Кадифената покривка        |
| 2016   | Лилјана Пандева              | Доилката                   |
| 2017   | Јагода Михајловска-Георгиева | Манастир Фуентерабија      |
| 2018   | Влада Урошевић               | Маџун                      |
| 2019   | Јован Стрезовски             | Чувар на тајни             |
| 2020   | Владимир Плавевски           | Боксерот од Ново маало     |
| 2021   | Ивица Челиковић              | Ден за одмазда             |